# باول إل. هاريس
باول إل. هاريس (بالإنجليزية: Paul L. Harris)‏ هو عالم نفس بريطاني، ولد في 14 مايو 1946.